# Hyposidra virgata
Hyposidra virgata là một loài bướm đêm trong họ Geometridae.